# Зала Слави в Мюнхені
48°07′51″ пн. ш. 11°32′45″ сх. д. / 48.1308° пн. ш. 11.5457° сх. д.

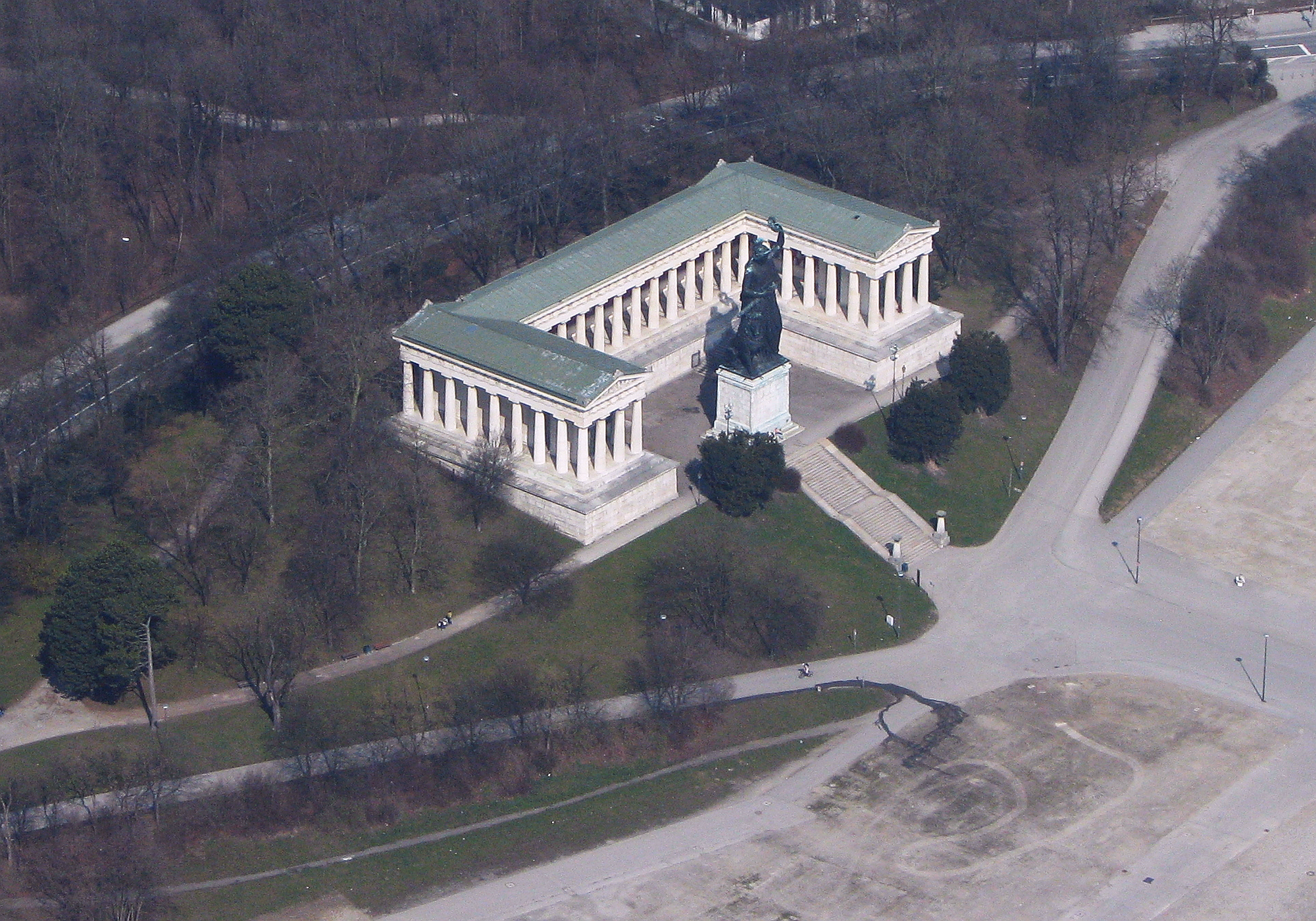
Вигляд комплексу з висоти польоту птаха.

Ruhmeshalle (дослівно "зала слави") розташована на Лузі Терези (нім. Theresienwiese, Терезієнвізе) в Мюнхені, в парку, де щороку відбувається Октоберфест. Це дорична колонада з головним діапазоном і двома крилами, розроблена Лео фон Кленце для Людвіга I. Комлекс зведений у 1853 році, який включає Баварський парк і статую Баварії. Побудований з вапняку з-під Кельгайм і має 68 метрів у довжину та 32 метри в глибину.
Зі спорудженням і виставкою погрудь визначних людей Баварії, включаючи Пфальц, Франконію та Швабію, король Людвіг мав намір створити залу слави, яка вшановувала би поважних і видатних людей його королівства, як він подібно зробив для всіх видатних діячів Німеччини у меморіалі Валгалла.